# Музей Віллет-Голтгейзен
Музей Віллет-Голтгейзен (нід. Museum Willet-Holthuysen) — будинок в Амстердамі, у якому мешкали представники голландського купецтва. Будівля його була побудована у 1685 році, а у 1855 році передана у власність вугільного магната Пітера Голтгейзена. У 1896 році був відкритий музей.
У музеї зібрана велика колекція живопису, скла, срібла і керамічних виробів. Кухня і Садова кімната відреставровані у стилі XVIII століття, а також житлові кімнати, стіни яких прикрашають шпалери — точні копії шовкового оригіналу XVIII століття. Тут також зберігається сервіз мейсенської порцеляни з 275 предметів.

## Історія
У будинку мешкали представники голландського купецтва. Будівля його була побудована у 1685 році, а у 1855 році передана у власність вугільного магната Пітера Голтгейзена.
У 1895 році Луїза Віллет-Голтгейзен оголосила про те, що заповідає свій будинок, усі меблі і колекцію творів мистецтва свого чоловіка Абрахама Віллета Амстердаму і його жителям. Через рік був відкритий Музей Віллет-Голтгейзен.
Музей Віллет-Голтгейзен працює за сприяння Амстердамського історичного музею (нині Амстердамський музей).

## Експозиція

### Нульовий поверх
- Кухня. Підвал був володінням домашнього обслуговчого персоналу, а його центральне місце займає кухня. Тут готував особистий кухар родини. Кухня відреставрована у стилі початку XIX століття, а предмети взяті із різних будинків Амстердама. У той час, коли у будинку проживала родина Віллет, скоріше за все, там була велика піч. Нині на цьому місці знаходиться механічний рожен для приготування великих шматків м'яса на вікдритому вогні. Його механізм намотування довзоляє заздалегідь встановлювати автоматичний період обертання.
- Сад. У кінці саду до початку XX століття знаходились приміщення для карет і конюшні. Сад не зберігся в оригінальному вигляді, це реконструкція саду початку XVIII століття у французькому симетричному стилі.

### Перший поверх
- Хол. У цьому холі на першому поверсі камердинер вітав гостей. На двох дерев'яних лавках зображені герби родин Віллет (леви, що стоять на задніх лапах) і родини Голтгейзен (три дерев'яні будинки над теслярськими лещатами і косинцем). Абрахам Віллет провів реконструкцію холу у 1865 році. Французький художник Поль Колен створив елегантні настінні декорації.
- Вітальня. Обмін візитами посідав головне місце у соціальному житті еліти. Луїза Голтгейзен приймала гостей з 15:30 до 17:00, і ці візити часто не перевищували 20 хвилин. Кімната у жовтих і фіолетових тонах у свій час була дуже яскравою і з'єднувалась із сусідньою кімнатою. На стінах висіли полотна із фамільної колекції. Абрахаму подобались натюрморти та ескізи костюмів, а Луїза купувала в основному картини із зображенням тварин.
- Кімната. Після весілля Абрахама і Луїзи у 1861 році ця основна кімната у будинку була повністю переобладнана. Із темної кімнати з важкими меблями вона перетворилась у кімнату у вишуканому стилі Людовіка XVI. В оформленні штукатурного гіпсу, позолочених рам, стільців і гобеленів використовуються гірлянди, зображення птахів і пучків стріл. Тут проводились костюмерні бали, концерти і літературні вечори.
- Блакитна кімната. У центрі чоловічої кімнати знаходився великий стіл з 18 стільцями. Саме тут Абрахам регулярно проводив свої «мистецтвознавчі презентації». Він показував папки з малюнками, печатними копіями і фотографіями. Стеля (1744) взята з будинку на каналі Кайзерграхт і зображує світанок. У центрі картини світанок факелом виганяє ніч.
- Їдальня. Для другої половини XIX століття обід із дванадцяти страв був звичайним явищем. Стіл був святково сервірований мейсенською порцеляною. Родині Віллет належав сервіз із 275 предметів. У центрі столу знаходяться прикраси для столу, які називаються pièces de milieu. Коли на вечерю були запрошені гості, цей предмет у центрі столу був прикрашений квітами екзотичними фруктами або солодощами.
- Садова кімната. Ця маленька кімната нагадує засклений балкон або перголу XVIII століття. Влітку Луїза пила тут чай. На двох картинах з обох боків дверей зображені Флора, богиня весни, і Помона, богиня-покровителька фруктових дерев. У саду знаходяться статуї цих богинь XVIII століття.

### Другий поверх
- Спальня. Оригінальні меблі, що належали родині Віллет, не збереглись, але цей ансамбль відноситься до того ж періоду. Вони регулярно приймали ванну. Оскільки у ті часи Абрахама і Луїзи не було проточної води, персонал докладав немало зусиль, щоб підняти гарячу воду на другий поверх.
- Сховище колекції. Восьмикутна кімната була мініатюрним музеєм Абрахама Віллета. Тут він виставляв свою колекцію виробів з олова, гіпсових скульптур і монет. Одвірок з іонійськими пілястрами, прикраси «faux-bois» (фальшиве дерево) і оригільні вітражні вікна XVII століття створювали староголландську атмосферу.
- Сходи. Сходи були повністю відремонтовані у 1740 році. Темне дерево було замінене легким мармуром і штукатурним гіпсом. У 1881 році Віллет зробив засклений дах — «ліхтар». На картині зображена історія Суду Паріса: на весіллі богів богині сперечаються, яка з них красивіша. Паріса просять вирішити суперечку, і він обирає Афродіту. На картині праворуч зображені дві відкинуті богині разом: Гера і Мінерва.